# وونهو
لی هو سوک (کره‌ای: 이호석؛ زادهٔ ۱ مارس ۱۹۹۳) که بیشتر با نام هنری وونهو (کره‌ای: 원호؛ انگلیسی: Wonho) شناخته می‌شود، خواننده، ترانه نویس و تهیه کننده اهل کره جنوبی زیر نظر هایلاین انترتینمنت است. او قبلاً یکی از اعضای گروه پسرانهٔ مونستااکس بود که از طریق برنامه واقع‌نمای شبکه ام‌نت به نام نو. مرسی زیر نظر استارشیپ انترتینمنت در سال ۲۰۱۵ شکل گرفت. او سپس با انتشار نخستین آلبوم چندآهنگهٔ خود در ۴ سپتامبر ۲۰۲۰، فعالیت انفرادی را آغاز کرد.

## زندگی شخصی
وونهو در نوامبر ۲۰۲۲ اعلام کرد که در ۵ دسامبر برای خدمت سربازی ثبت نام خواهد کرد و پس از تکمیل دوره آموزشی سربازی، او به عنوان کارمند خدمات اجتماعی خدمت خواهد کرد.

## فیلم‌شناسی

### برنامه‌های تلویزیونی
| سال       | عنوان                | نقش        | توضیحات | منابع |
| --------- | -------------------- | ---------- | ------- | ----- |
| ۲۰۱۴–۲۰۱۵ | No.Mercy             | شرکت کننده |         | [ ۷ ] |
| ۲۰۲۲      | چالش آیدل: کلاس دیگر | مجری ویژه  | فصل ۲   | [ ۸ ] |

### برنامه رادیویی
| سال  | عنوان           | نقش  | منابع |
| ---- | --------------- | ---- | ----- |
| ۲۰۲۱ | آن ایر اسپین آف | دی‌جی | [ ۹ ] |

### موزیک ویدئو
| سال  | عنوان     | آرتیست | توضیحات                                       | منابع  |
| ---- | --------- | ------ | --------------------------------------------- | ------ |
| ۲۰۱۵ | «شیک ایت» | سیستار | همراه با شونو، کانگ هیون سونگ، و چوی هیون سوک | [ ۱۰ ] |

## موزیکال
| سال  | عنوان | نقش | منابع  |
| ---- | ----- | --- | ------ |
| ۲۰۲۲ | برابر | تئو | [ ۱۱ ] |

## جوایز و نامزدی‌ها
| مراسم جوایز        | سال  | دسته                                     | نامزد / اثر                     | نتیجه    | منابع  |
| ------------------ | ---- | ---------------------------------------- | ------------------------------- | -------- | ------ |
| جوایز آرتیست آسیا  | ۲۰۲۱ | جایزه بهترین موسیقی‌دان                   | وونهو                           | برنده    | [ ۱۲ ] |
| جوایز آرتیست آسیا  | ۲۰۲۱ | جایزه محبوبیت خواننده سولوی مرد          | وونهو                           | نامزدشده | [ ۱۳ ] |
| جوایز گلدن دیسک    | ۲۰۲۱ | دیسک بون‌سانگ                             | Love Synonym Pt.1: Right for Me | نامزدشده | [ ۱۴ ] |
| جوایز موسیقی هانتو | ۲۰۲۱ | جایزه آرتیست – خواننده سولوی مرد (تاپ ۳) | وونهو                           | برنده    | [ ۱۵ ] |